# Гуща (дворянский род)
Гуща (пол. Guszcza, Huszcza) — польские дворянские роды.
Восходят к началу XVIII в. Записаны в I часть родословной книги Виленской губернии и VI часть родословной книги Гродненской губернии. Пользовались гербами Подкова, Хозиуш, Лук и Пухала.

## Описание герба
В лазоревом поле серебряная подкова шипами вниз.
На щите дворянский коронованный шлем. Нашлемник: три страусовых пера. Намёт на щите лазоревый, подложенный серебром.